# Marian Tumler
Marian Tumler OT (ur. 21 października 1887 w Nördersberg, południowy Tyrol, zm. 18 listopada 1987 w Wiedniu) – austriacki duchowny katolicki, wielki mistrz zakonu krzyżackiego w latach 1948–1970.

## Życiorys
Ukończył gimnazjum franciszkańskie i w 1903 wstąpił do zakonu krzyżackiego, by po rocznym nowicjacie złożyć śluby zakonne. Po złożeniu egzaminu dojrzałości studiował historię i geografię w Innsbrucku, uzyskując w 1922 doktorat na podstawie rozprawy Hospicjum w Lengmoos. W 1923 został wikariuszem w parafii św. Elżbiety w Wiedniu oraz drugim archiwistą w centralnym archiwum zakonu. W 1933 objął kierownictwo archiwum zakonnego i jednocześnie funkcję zastępcy wielkiego mistrza. Po kasacie i wywłaszczeniu zakonu w III Rzeszy (1938) prowadził działalność duszpasterską w Wiedniu.
Po wojnie podjął działania na rzecz reaktywowania zakonu i odzyskania majątku. Wobec powodzenia większości działań został w maju 1948 wybrany na 62-go wielkiego mistrza. Założył konwent zakonny w Bawarii (gdzie znalazło się wielu członków zakonu) oraz powołał do życia stację misyjną w Lidköping w Szwecji. Nie udało mu się utrzymać neutralności politycznej — w 1957 tytuł honorowego rycerza otrzymał Konrad Adenauer.
Funkcję wielkiego mistrza pełnił do października 1970, kiedy zrezygnował ze względu na podeszły wiek i zły stan zdrowia. Jego następcą został Ildefons Pauler. Osiadł w domu zakonnym w Wiedniu, gdzie zmarł krótko po ukończeniu 100 lat. Pochowany został w Lana w krypcie kapłanów zakonu krzyżackiego.
Tumler prowadził badania nad historią zakonu, czego efektem była praca Der Deutschen Orden im Werden, Wachsen und Wirken (1955). Wykorzystał w tym opracowaniu bogate archiwum zakonne, którego porządkowaniem wcześniej się zajmował (przeszło 12 tysiące dokumentów). Zainicjował również cykl wydawniczy poświęcony historii i współczesności zakonu krzyżackiego „Quellen und Studien zur Geschichte des Deutschen Ordens” (od 1966), w ramach którego do końca XX wieku ukazało się kilkadziesiąt tomów.